# Ліза Вейл
Ліза Ребека Вейл (англ. Liza Rebecca Weil; нар. 5 червня 1977, Пассейк, Нью-Джерсі) — американська актриса, найбільш відома завдяки ролі в комедійному серіалі «Дівчата Гілмор» (2000—2007). Також відома у ролі Аманди Таннер у політичному драматичному серіалі «Скандал» (2012) та в ролі Бонні Вінтерботт у серіалі Шонди Раймс «Як уникнути покарання за вбивство» (2014).

## Дитинство та юність
Ліза Вейл народилася у штаті Нью-Джерсі у сім'ї акторів Марка та Лайзи Вейл. У семирічному віці вона з батьками переїхала до містечка Лансдейл в Пенсільванії (під Філадельфією). Там Ліза, наслідуючи батьків, почала грати дитячі ролі в місцевому театрі. Пізніше вона вже їздила на прослуховування в Нью-Йорк, знімалася у постановках як за межами Бродвею, так і в театральній спільноті Філадельфії. Після закінчення середньої школи Норт-Пенна (1995 р.), Ліза вступила до Колумбійського університету. Після випуску вона розпочала кар'єру в театрі. Її перша поява на мережевому телебаченні відбулася в епізоді 1995 року в серіалу CBS As the World Turns.

## Кар'єра
Вейл продовжує працювати в театральному товаристві Лос-Анджелеса, регулярно виступає на Конференції драматургів Оджаї, читає драматичні твори у радіоефірах. Її перший телевізійний дебют відбувся 1994 року. Це був епізод серіалу «Пригоди Піта і Піта», де актриса зіграла роль хуліганки. У цьому ж епізоді знімалася і мати Лізи, яка постала у ролі вчительки. 1996 року Ліза вперше зіграла в короткометражному фільмі A Cure For Serpents. Після вона знялася в низці інших короткометражних та повнометражних незалежних фільмів, зокрема Motel Jerusalem, Scar, and Lullaby. Першу велику роль у повнометражному кіно Ліза отримала у фільмі Stir of Echoes. Після роботи у фільмі «Whatever and Stir of Echoes» кінокомпанія Warner Bros. підписала угоду з Лізою, тому актриса переїжджає до Лос-Анджелеса, де починається наступний кар'єрний етап Лізи Вейл. З 2000 по 2007 р. Ліза знімається у телесеріалі «Дівчата Гілмор», завдяки якому і стала відомою.
2006 р. Вейл знімалася в короткометражному фільмі жахів Grace, мала незначну роль у фільмі Моллі Шеннон Year of the Dog, з'явилася в біографічному фільмі Ніла Кассаді, а також у фільмі про ротоскопію «Марс». 2009 р. Ліза знімалася як запрошена зірка в різних телевізійних серіалах, зокрема Eleventh Hour, CSI, In Plain Sigh.
У березні 2011 Ліза підписала контракт на роль Аманди Таннер у серіалі АВС «Скандал» Шонди Раймс. Після того вона знімалася у ще деяких картинах Шонди, зокрема «Анатомії Грей» та «Приватній практиці». З початку 2013 року вона працювала запрошеною зіркою в останньому сезоні серіалу ABC Family Bunnyhead. Також Ліза постійно співпрацює з незалежним кінорежисером Ноа Бушелем, а також знімається у фільмі «Балерини». На початку 2014 р. Ліза отримала роль Бонні Вінтерботт у серіалі ABC «Як уникнути покарання за вбивство».
Восени 2019 року стало відомо, що Вейл зіграє у третьому сезоні серії Amazon Prime Video The Marvelous Mrs. Maisel у ролі Керол Кін (персонаж, створений на честь бас-гітариста Керол Кей).

## Особисте життя
Вейл одружилася з Полом Адельштейном у листопаді 2006 р. Вони разом знімалися у фільмах Order Up (2007), Закляті друзі (2008). 2010 року у пари народилася донька. 2016 року Вейл подала на розлучення, а 2017 року пара розійшлася. Після з середини 2016 року по лютий 2019 Ліза зустрічалася з актором Чарлі Вебером.

## Фільмографія
| Рік       |    | Українська назва                    | Оригінальна назва                 | Роль               |
| --------- | -- | ----------------------------------- | --------------------------------- | ------------------ |
| 1994      | с  | Пригоди Піта та Піта                | The Adventures of Pete & Pete     | Моллі Корселл      |
| 1995      | с  | Як обертається світ                 | As the World Turns                | Студент            |
| 1996      | кф | Ліки від змій                       | A Cure for Serpents               |                    |
| 1998      | ф  | Все одно                            | Whatever                          | Анна Стокард       |
| 1999      | ф  | Відлуння луни                       | Stir of Echoes                    | Деббі Козак        |
| 2000      | с  | Західне крило                       | The West Wing                     | Карен Ларсон       |
| 2000      | с  | Швидка допомога                     | ER                                | Саманта Собрікі    |
| 2000—2007 | с  | Дівчата Гілмор                      | Gilmore Girls                     | Періс Геллер       |
| 2001      | с  | Закон і порядок: Спеціальний корпус | Law & Order: Special Victims Unit | Лара Тодд          |
| 2002      | ф  | Бабка                               | Dragonfly                         | Деббі              |
| 2002      | ф  | Колискова                           | Lullaby                           | Рене               |
| 2006      | кф | Грейс                               | Year of the Dog                   | Тріш               |
| 2007      | ф  | Рік собаки                          | Grace                             | Меделін Мейтсон    |
| 2007      | кф | Замовити                            | Order Up                          | Хіппі Патрон       |
| 2007      | ф  | Ніл Кесаді                          | Neal Cassady                      | Доріс Дейлі        |
| 2008      | ф  | Марс                                | Mars                              | Джевел             |
| 2009      | с  | В останню мить                      | Eleventh Hour                     | Ешлі Філмор        |
| 2009      | с  | CSI: Місце злочину                  | CSI: Crime Scene Investigation    | Ріса Парвесс       |
| 2009      | ф  | Закляті друзі                       | Little Fish, Strange Pond         | Норма              |
| 2009      | ф  | Зникла безвісти                     | The Missing Person                | Агент Чемберс      |
| 2009      | с  | На виду                             | In Plain Sight                    | Анджела Аткінс     |
| 2009      | с  | Анатомія Грей                       | Grey's Anatomy                    | Елісон Кларк       |
| 2010      | с  | Хто завгодно, крім мене             | Anyone But Me                     | Доктор Гласс       |
| 2011      | с  | Приватна практика                   | Private Practice                  | Енді               |
| 2012      | кф | Перевага: Вайнберг                  | Advantage: Weinberg               | Сільвія Вейнберг   |
| 2012      | ф  | Смайлик                             | Smiley                            | Доктор Дженкінс    |
| 2012      | с  | Скандал                             | Scandal                           | Аманда Таннер      |
| 2013      | с  | Балерини                            | Bunheads                          | Міллі Стоун        |
| 2014—2020 | с  | Як уникнути покарання за вбивство   | How to Get Away with Murder       | Бонні Вінтерботтом |
| 2016      | с  | Дівчата Гілмор: Рік із життя        | Gilmore Girls: A Year in the Life | Періс Геллер       |
| 2019      | с  | Дивовижна місіс Мейзел              | The Marvelous Mrs. Maisel         | Керол Кін          |
| 2021      | ф  | Жінки невдахи                       | Women Is Losers                   | Мінерва            |
| 2022—2025 | с  | Прибиральниця                       | The Cleaning Lady                 | Кетрін Руссо       |
| 2022      | с  | Край «Дикий Захід»                  | Westworld                         | Дебора             |
| 2023      | ф  | Пасажир                             | The Passenger                     | Місс Берд          |
| 2024      | ф  | Загублені та знайдені в Клівленді   | Lost & Found in Cleveland         | Софі Меттерс       |